# Tin Machine (álbum)
Tin Machine é o álbum de estreia da banda Tin Machine, originalmente lançado pela EMI em 1989. O grupo foi a última empreitada de David Bowie, inspirado nas sessões com o guitarrista Reeves Gabrels. O baterista Hunt Sales e o baixista Tony Sales formaram o resto da banda, com Kevin Armstrong, "o quinto membro", provendo a guitarra rítmica.
O projeto foi planejado como um álbum de "volta às origens" de Bowie, com um som de hard rock e produção simples, como oposição aos seus dois álbuns solo anteriores. Deferentemente das outras bandas de Bowie (como The Spiders from Mars), a Tin Machine atuava como uma unidade "democrática".

## Desenvolvimento do álbum
A banda preparou algumas demos em Los Angeles, antes de ir para os Mountain Studios, na Suíça, e depois para Montreal e, finalmente, para Nassau. A banda não teve muita sorte com as gravações em Nassau, achando difícil produzir no meio de "cocaína e pobreza e crack," o que parcialmente inspirou a canção "Crack City." Bowie também afirmou que seu passado como viciado em cocaína nos anos 1970 foi uma inspiração para a faixa. As canções do álbum tendem a tratar de temas como drogas e decadência urbana. Todas as faixas foram trabalhos em grupo, e a banda gravou 35 canções em só seis semanas.
A primeira faixa gravada pela banda foi "Heaven's in Here," que foi composta a partir do improviso e gravada nas primeiras 30 horas das reuniões do grupo. Eles continuaram com a gravação de um cover de "Working Class Hero", de John Lennon (uma das faixas de Lennon preferidas de Bowie) e "If There Is Something," do Roxy Music, embora esta não tenha sido lançada até o segundo álbum do grupo.
As faixas do álbum foram gravadas de maneira bruta e vívida, sem overdubs, para captar a energia da banda. A banda instigou Bowie a evitar reescrever letras: "Eles ficavam falando o tempo todo, 'Não mude,' cante como você a escreveu. Espere. Eu já me censurei - e frequentemente me censuro - em termos de letras. Eu digo algo e penso, "Ah, talvez eu só mude um pouco disso." Ele explicou: "Queríamos "sair da caixa" com energia, a energia que sentíamos enquanto gravávamos e tocávamos. Há muito, muito pouco overdub lá [no álbum]. Para nós, [o disco] tem o nosso som ao vivo." Quase não houve demos para o álbum; Gabrels disse: "Basicamente, o álbum é a demo."
Bowie gostou de fazer o álbum, dizendo: "Estou tão animado com isso que quero ir logo e começar a gravar o próximo álbum amanhã." Em termos de estilo, ele afirmou que o álbum foi uma continuação de Scary Monsters: "É quase uma desconsideração dos últimos três álbuns que fiz. Voltando ao curso, poderíamos dizer."

Mais tarde, Gabrels descreveria as canções do álbum como a banda emitindo "um grito para o mundo", e Tony Sales, baixista da banda, descreveu a abordagem musical criada pela banda dizendo:
Estávamos muito cansados de ligar o rádio e ouvir aquelas músicas disco e dance e aparelhos de bateria; todas aquelas coisas, que acho que, na área, eles chamam de "porcaria." Nós só estávamos pensando num projeto que daria fim ao rock 'n' roll.
Quando a banda terminou o álbum, Bowie estava certo de que a banda iria continuar. Ele disse: "Haverá, no mínimo, mais dois álbuns. Ah, sim, isso vai durar mais um tempo. Enquanto estivermos gostando tanto de tocar uns com os outros, por que não?"

## Recepção da crítica
Na época de seu lançamento, Tin Machine obteve algum sucesso, recebendo geralmente resenhas positivas e alcançando o n°3 nas paradas britânicas. Porém, vendas a curto-prazo do disco não foram boas, com estimativas de que o álbum tenha vendido por volta de 200 mil cópias até 1991 - embora até 2012 todo o catálogo de álbuns da Tin Machine tivesse vendido cerca de 2 milhões de cópias.
A revista Spin chamou o álbum de "rock barulhento sem o barulho. Agressivo, direto, brutal e elegantemente liso, o disco combina a energia do rock de vanguarda com a punção rítmica tradicional do R&B", resumindo o álbum ao o chamar de "diversão incendiária" e observando que "os vívidos irmãos Sale e Gabrels certamente se igualam e frequentemente ultrapassam Bowie." A revista Rolling Stone elogiou a abordagem musical "cínica, indignada e ácida" do álbum como um "banquete muito bem-vindo de extravagância de uma guitarra irritadiça e de uma controle corporal de baixo e bateria", observando que o álbum, por vezes, parece um encontro entre Sonic Youth e Station to Station. Uma resenha do McClatchy News Service chamou a banda de "uma máquina de rock 'n' roll esguia e maldosa" que demonstrava que "a volta de Bowie" era o seu álbum mais revigorante desde Scary Monsters, de 1980.
Quando perguntado em entrevista sobre qual seria a principal crítica ao álbum, Bowie admitiu que o álbum poderia "não ser acessível" para alguns fãs. "Acho que não é tão melódico como se poderia imaginar que provavelmente seria [para um álbum de Bowie]."

## Performances ao vivo
A banda realizou alguns shows para a promoção do álbum, informalmente chamados de "Tin Machine Tour", em meados de 1989.

## Faixas
1. "Heaven's in Here" (Bowie) - 6:01
2. "Tin Machine" (Bowie, Gabrels, Sales, Sales) – 3:34
3. "Prisoner of Love" (Bowie, Gabrels, Sales, Sales) – 4:50
4. "Crack City" (Bowie) – 4:36
5. "I Can't Read" (Bowie, Gabrels) – 4:54
6. "Under the God" (Bowie) – 4:06
7. "Amazing" (Bowie, Gabrels) – 3:06
8. "Working Class Hero" ( Lennon ) – 4:38
9. "Bus Stop" (Bowie, Gabrels) – 1:41
10. "Pretty Thing" (Bowie) – 4:39
11. "Video Crime" (Bowie, Sales, Sales) – 3:52
12. "Run" (Armstrong, Bowie) – 3:20 (Not on vinyl version)
13. "Sacrifice Yourself" (Bowie, Sales, Sales) – 2:08 (Not on vinyl version)
14. "Baby Can Dance" (Bowie) – 4:57

## Créditos
Músicos principais
- David Bowie - vocais principais, guitarra rítmica
- Reeves Gabrels - guitarra principal
- Tony Sales - baixo, backing vocals
- Hunt Sales - bateria, backing vocals

Músicos de apoio
- Kevin Armstrong - guitarra rítmica, órgão Hammond

- Tin Machine - produção
- Tim Palmer - produção